# Rattan (Oklahoma)
Rattan – miejscowość w Stanach Zjednoczonych, w stanie Oklahoma, w hrabstwie Pushmataha.